# Rukesjö
Rukesjö är en sjö i Ljungby kommun i Småland och ingår i Lagans huvudavrinningsområde. Sjöns area är 0,043 kvadratkilometer och den befinner sig 139 meter över havet.